# Nulla poena sine lege
Nulla poena sine lege e сентенция от римското право на латински, която се превежда семантично, че не може да се налага наказание без закон, т.е. без съответното деяние de jure да е обявено за наказуемо. Правният принцип още от римско време е основополагащ в пеналистиката.
В наказателното право, принципът заляга в правилото, че на наказателен закон не може да му се дава обратна сила.